# Ullaberg

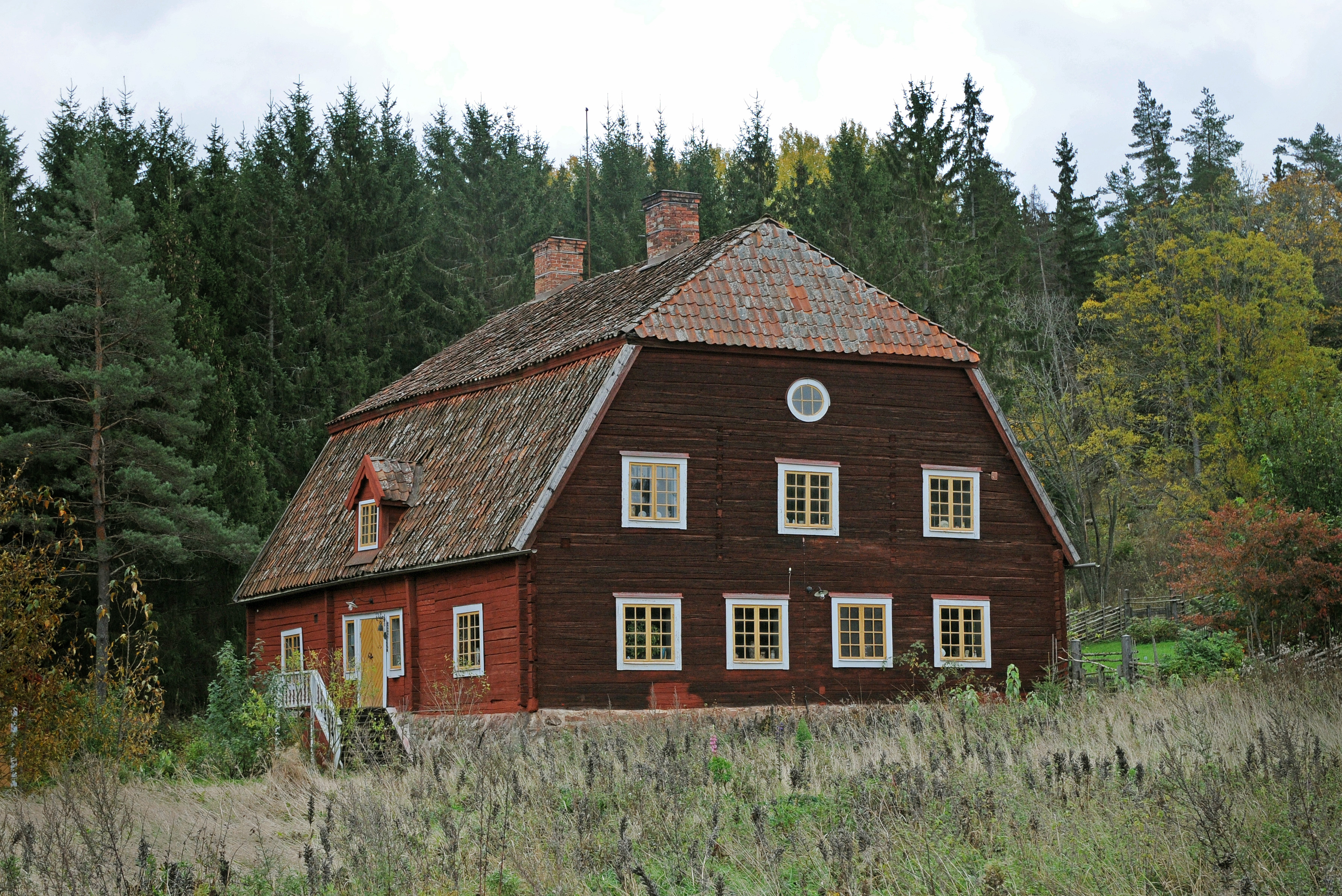
Ullaberg

Ullaberg är ett boställe som byggdes i slutet av 1700-talet och antas ha varit bostad för gruvfogden i den närbelägna Förola gruva i Svärta socken, Nyköpings kommun. Bland tidigare ägare märks familjen von Berchner på Svärta gård, vars dotter givit namn åt Ullaberg.
Omkring 1870 var Ullaberg gruv- och lantarbetarbostad med cirka 30 personer boende i huset. 
På 1930-talet skänktes huset till hembygdsföreningen och den kyrkliga syföreningen. Efter en renovering blev Ullaberg hembygdsgård.
Sedan 1948 har Ullaberg varit privatbostad.
Ullaberg blev byggnadsminnesförklarad 1968.

## Källa
- anläggningspresentation